# Breidbach (Solingen)
Breidbach ist eine Hofschaft in der bergischen Großstadt Solingen.

## Lage und Beschreibung
Breidbach befindet sich abseits der geschlossenen städtischen Bebauung im Süden des Stadtbezirks Burg/Höhscheid. Die zu dem Ort gehörenden Gebäude befinden sich in der Form eines Straßendorfes am Odentaler Weg, der als Landesstraße 427 klassifiziert ist und die Vockerter Straße mit Wupperhof verbindet. In Breidbach zweigt zudem eine Stichstraße mit dem Namen des Ortes von der Durchgangsstraße ab. Den Ort prägen in einer Straßenkurve zwei Fachwerkhäuser, von denen eines verschiefert ist. Beide stehen unter Denkmalschutz. Auch einen landwirtschaftlichen Betrieb gibt es in Breidbach. Östlich von Breidbach mündet der Breidbacher Bach in den Schellberger Bach. Ebenfalls im Osten befindet sich ein Wanderparkplatz sowie der Sattelsberg, eine 211 Meter hohe Erhebung im bewaldeten Solinger Süden.
Benachbarte Orte sind bzw. waren (von Nord nach West): Eichholz, Odental, Schellberg, Hohenscheid, Wüstenhof, Evertsaue, Vockert, Vockerterbusch und Bünkenberg.

## Etymologie
Der Ortsname ist von dem nahen Bachlauf abgeleitet und spielt auf die Breite des Baches an.

## Geschichte
Breidbach ist seit dem 17. Jahrhundert nachweisbar. In dem Kartenwerk Topographia Ducatus Montani von Erich Philipp Ploennies, Blatt Amt Solingen, aus dem Jahre 1715 ist der Ort mit einer Hofstelle verzeichnet und als breitbach benannt. Der Ort wurde in den Registern der Honschaft Balkhausen innerhalb des Amtes Solingen geführt. Die Topographische Aufnahme der Rheinlande von 1824 verzeichnet den Ort als Breidbach benannt, die Preußische Uraufnahme von 1844 verzeichnet ihn als Breidbach. In der Topographischen Karte des Regierungsbezirks Düsseldorf von 1871 ist der Ort ebenfalls als Breidbach verzeichnet.
Nach Gründung der Mairien und späteren Bürgermeistereien Anfang des 19. Jahrhunderts gehörte der Ort zur Bürgermeisterei Dorp, die 1856 das Stadtrecht erhielt und lag dort in der Flur VI. Hohenscheid. Die Bürgermeisterei beziehungsweise Stadt Dorp wurde nach Beschluss der Dorper Stadtverordneten zum 1. Januar 1889 mit der Stadt Solingen vereinigt. Damit wurde Breidbach ein Ortsteil Solingens.
Aufgrund seiner topografischen Lage wurde der Ort nur geringfügig baulich verändert bzw. erweitert. Damit blieb sein ursprünglicher Hofschaftscharakter mit verstreut angeordneten Fachwerk- und Schieferhäusern bis heute erhalten. Seit dem Jahre 1989 sind die beiden Gebäude Odentaler Weg 168 und 170 in die Solinger Denkmalliste eingetragen, die oben abgebildet sind.